# Martín García (DJ)
Martín García ist ein argentinischer DJ und Produzent im Bereich der elektronischen Tanzmusik aus Buenos Aires. Er ist vor allem in den Musikrichtungen House und Progressive aktiv und war vor allem von der britischen Dance-Szene, aber auch von seinem Landsmann Hernán Cattáneo beeinflusst.
García wurde 2005 von Lesern der  Zeitschrift DJ Magazine auf Platz 50 der 100 beliebtesten DJs der Welt gewählt. Er lag damit unter den Argentiniern auf Platz zwei hinter Hernán Cattáneo.

## Biografie
Martín Garcías Karriere begann Ende der 1990er Jahre. Er legte schon bald darauf in großen Diskotheken der argentinischen Hauptstadt Buenos Aires, wie Puente Mitre, La Embajada und Odeon, auf. Einen Schub in der Popularität erlangte er durch seine regelmäßigen Auftritte im  Techno- und House-Club, Pachá Buenos Aires, wodurch er Kontakte zu internationalen DJ-Größen knüpfen konnte, sowie auf der Rave-Party Creamfields.
In der Musikproduktion arbeitet er seit 2001 eng mit Hernán Cattáneo zusammen und war der Autor von Club-Hits wie Deep Funk sowie von einigen Remixen, die auf Labels von Paul Oakenfold und John Digweed erschienen.